# NGC 1056
NGC 1056 é uma galáxia espiral (Sa) localizada na direcção da constelação de Aries. Possui uma declinação de +28° 34' 28" e uma ascensão recta de 2 horas, 42 minutos e 48,4 segundos.
A galáxia NGC 1056 foi descoberta em 26 de Outubro de 1786 por William Herschel.